# Montbazens
 Montbazens  (en occitano Montbasens) es una población y comuna francesa, situada en la región de Mediodía-Pirineos, departamento de Aveyron, en el distrito de Villefranche-de-Rouergue y cantón de Montbazens.

## Demografía
| 1239 | 1171 | 1313 | 1424 | 1389 | 1315 |
| Para los censos de 1962 a 1999 la población legal corresponde a la población sin duplicidades (Fuente: INSEE [Consultar]) |      |      |      |      |      |